# Рамазански бајрам
Рамазански бајрам представља прва три дана месеца шевал.
Рамазан је један од посебних месеци у исламу. Једна од пет основних дужности сваког муслимана је и пост које се проводи у овом месецу. Током тридесет дана рамазана муслимани морају да се уздржавају од хране, пића и полног контакта, и то од зоре па до заласка сунца. По истеку овог месеца следи месец шевал. Прва три дана тог месеца је један од два празника у Исламу, Рамазански бајрам (1., 2. и 3. дан у месецу). Њиме се обележава крај поста. Муслимани у Србији обично честитају Рамазански бајрам речима: Бајрам-шериф мубарек олсун!
Рамазански бајрам је ранији од два званична празника који се славе унутар ислама (други је Курбан-бајрам). Овај верски празник муслимани обележавају широм света јер означава крај једномесечног поста Рамазана од зоре до заласка сунца. Овај празник пада на први дан шевала у исламском календару; ово није увек на исти грегоријански дан, јер почетак сваког лунарног хиџретског месеца варира у зависности од тога када локалне религиозне власти виде нови месец. Празник је познат под разним другим именима на различитим језицима и земљама широм света. Тај дан се назива и Мали бајрам, или једноставно Бајрам.
Рамазански бајрам има посебан намаз (исламска молитва) који се састоји од два реката (јединице), који се обично обављају на отвореном пољу или у великој сали. Може се изводити само у џемату (jamāʿat) и садржи шест додатних текбира (подизања руку до ушију док се изговара „Алах Акбар“, што значи „Бог је највећи“) у ханифијској школи сунитског ислама: три на почетку првог реката и три непосредно пре рукуа у другом рекату. Друге сунитске школе обично имају 12 такбира, слично подељених у групе од седам и пет. У шиитском исламу, салат има шест текбира у првом рекату на крају кираета, пре рукуа, и пет у другом. У зависности од јуристичког мишљења о локалитету, овај намаз је или фарз (فرض, обавезан), мустахаб (снажно се препоручује) или мандуб (مندوب, пожељан). Након намаза, муслимани славе Рамазански бајрам на различите начине, а храна („бајрамска кухиња“) је централна тема, која такође даје празнику надимак „слатки Бајрам“ или „шећерна гозба“.

## Општи ритуали
Традиционално, Рамазански бајрам почиње при заласку сунца у ноћи првог виђења полумесеца. Ако се Месец не уочи одмах након 29. дана претходног лунарног месеца (било зато што облаци заклањају поглед или зато што је западно небо још увек превише светло када месец појави), онда се празник слави следећег дана. Рамазански бајрам слави се један до три дана, у зависности од земље. Забрањено је постити на дан Бајрама, а за овај дан је одређена посебна молитва. Као обавезан чин доброчинства, новац се сиромашнима и потребитима (Zakat-ul-fitr) дарива пре бајрамске молитве.

### Бајрамска молитва и молитвени простор
Бајрамску молитву конгрегација изводи на отвореном простору, попут поља, друштвеног центра или џамије. За бајрам-намаз се не упућује езан, и састоји се од само две јединице намаза, са променљивом количином текбира и других елемената молитве у зависности од посматране гране ислама. Бајрам-намазу следи проповед, а затим дуа у којој се тражи Алахов опрост, милост, мир и благослов за сва жива бића широм света. Проповед такође упућује муслимане у обављање бајрамских ритуала, попут зеката. Бајрамска проповед се одржава након бајрам-намаза, за разлику од џуме која долази пре намаза. Неки имами верују да је слушање проповеди на Бајрам опционално. Након молитве, муслимани посећују своју родбину, пријатеље и познанике или одржавају велике заједничке прославе у кућама, друштвеним центрима или изнајмљеним дворанама.

#### Сунитска процедура
Како ритуал налаже, сунити хвале Алаха на сав глас док иду на бајрамску молитву:
Allāhu Akbar, Allāhu Akbar, Allāhu Akbar. Lā ilāha illà l-Lāh wal-Lāhu akbar, Allahu akbar walil-Lāhi l-ḥamd
Рецитовање престаје када стигну на место Бајрама или када имам започне активности.
Намаз почиње тако што се обавља „нијат” за намаз, пре него што имам и његови следбеници изговоре текбир. Затим се изговара „Takbeer-e-Tehreema”, чему следи Алаху Акбар три пута, подижући руке до ушију и сваки пут их испуштајући, осим последњег када су руке склопљене. Имам затим чита Ел Фатиху, као и друге суре. Конгрегација обавља руку и сеџду као и у друге молитвама. Овим је завршен први рекат.
Џемат се диже и склапа руке за други рекат, током којег имам изговара суру Фатиху и другу суру. Након тога, три такбира се прозивају непосредно пре рукуа, сваки пут подижући руке до ушију и испуштајући их. По четврти пут, џемат изговара Алах о Акбар, а затим одлази у руку. Остатак молитве се завршава на уобичајен начин. Тиме се завршава бајрам-намаз. Након молитве следи хутба.

#### Шиитска процедура
Намаз почиње са нијатом, а затим следи пет текбира. Током сваког такбира првог реката, рецитује се посебна дуа. Затим имам изговара сурат ал-Фатих и сурат Ал-Ала, а џематлије обављају руку и сујуд, као и у другим молитвама. У другом ракату се понављају исти горе наведени кораци (пет текбира, сурат ал-Фатих и сурат Ал-Ала, руку и сујуд). Након молитве почиње хутба.

## Прослава Рамазанског бајрама
Сви муслимани за време бајрама морају бити лепо одевени и миришљави. Обично се облачи одећа беле боје. Када сване јутро вјерници мушког пола одлазе на сабах намаз. Такође, кућа треба да је чиста, а мушкарци обилазе своју породицу, пријатеље и гробља, док жене остају код куће.
Најчешће посластице које се праве су баклава и халва.